# ジゴロー
ジゴローは、日本のものまねタレント。本名、吉田 雄二（よしだ ゆうじ）。稲垣吾郎（元SMAP）のそっくりさんとして活動している。

## 来歴
1993年頃『笑っていいとも!』（フジテレビ）にニセSMAPとして準レギュラー出演。毎週木曜日と増刊号に3ヶ月出演した。
本名の吉田雄二名義でニセSMAP軍団の一員として『ものまねバトル』（日本テレビ）にレギュラー出演し、稲垣吾郎（SMAP）のものまねを披露。『ものまねバトル』終了後の2010年2月からはものまねSMAPのメンバーとして『爆笑そっくりものまね紅白歌合戦スペシャル』（フジテレビ）にレギュラー出演している。稲垣の、髪型を気にする癖を誇張してものまねしている。2011年6月21日放送の『『ぷっ』すま』（テレビ朝日）では番組レギュラーで稲垣と同じくSMAPのメンバーである草彅剛と共演し、「SHAKE」を一緒に歌い踊った。
2012年の『FNS27時間テレビ 笑っていいとも!真夏の超団結特大号!!徹夜でがんばっちゃってもいいかな?』で、中継ではあるが、ものまねSMAPとして稲垣本人の目の前で初めてものまねを披露した。
その後、2013年4月5日放送の『笑っていいとも!』で金曜日レギュラーの草彅、そしてゲストの稲垣本人と共演した。
2015年2月18日発売のSMAPのシングル「ユーモアしちゃうよ」のミュージック・ビデオに、ものまねSMAPの1人として出演した。
島田ひでとし・もっぷん・よっしー・スズケン（すいたんすいこう）と共にSMAPのそっくりさんユニットのSCRAPとしても活動している。
2016年7月30日、SMAPの所属事務所の後輩であるA.B.C-Zのレギュラー番組『ABChanZoo』（テレビ東京）に出演。
2017年3月、雑誌Popteenに出演。モデル生見愛瑠（めるる）とのツーショット写真を公開。
2017年11月3日、『72時間ホンネテレビ』に本人達の影武者役で出演。稲垣本人とのツーショット写真をTwitterで公開したり、香取慎吾にキスしたシーンが話題に。
ものまねSMAP随一の常識人

## ものまねレパートリー
- 稲垣吾郎（新しい地図）

## 出演番組
- ものまねバトル（日本テレビ）
- 爆笑そっくりものまね紅白歌合戦スペシャル（フジテレビ）
- ものまね王座決定戦（フジテレビ）
- 『ぷっ』すま（テレビ朝日）
- なりきり（テレビさいたま）
- 笑っていいとも!（フジテレビ）
- ダウンタウンのガキの使いやあらへんで!!絶対に笑ってはいけない名探偵24時（日本テレビ）
- ABChanZoo（テレビ東京）
- 72時間ホンネテレビ（AbemaTV）

## 書籍
- 雑誌セブンティーン
- 雑誌プチセブン
- 雑誌ポップティーン
- 雑誌プレイボーイ
- 雑誌エッグ
- 雑誌ヘアカタログ